# Robbie Adams (ingénieur du son)
Pour les articles homonymes, voir Robbie Adams et Adams.
Robbie Addams (Dublin, 1965) est un producteur, technicien, mixeur et enregistreur irlandais. 
Il a joué un rôle important dans l'enregistrement des albums Achtung Baby (associé à Paul Barrett) et Zooropa du groupe U2 en tant que mixeur et ingénieur du son au début des années 1990 qui reçut le Grammy du « Best Alternative Album of the Year », les lecteurs de Rolling Stone votèrent également pour lui dans le Best Album.um charts,
Il est également ingénieur du son du film U2 3D
Il a aussi travaillé avec les Smashing Pumpkins, Beck, Spoon, Leonard Cohen et Patty Griffin, Louise Attaque
Il est directeur de la musique sur le long métrage Amar a morir (es) de Fernando Lebrija
Il enregistre et mixe les versions de Leonard Cohen et U2 de Tower of Song (en) pour le film Leonard Cohen: I'm Your Man